# 缺氧 (遊戲)
《缺氧》是一款通过Steam網路平台發行由Klei Entertainment製作的太空模擬策略遊戲，采用2D横版布局，玩家需要管理复制人，让他们挖掘、建立并维护起一个地下的基地，为此，玩家需要水、食物、氧气、适当的调节压力和适宜的温度等条件来维持复制人生存并满足他们的其他需求。
游戏的抢先体验版本于2017年5月18日登陆Steam，中国区售价58元。2019年7月30日完成最後更新，正式发售，一般使用者可以隨時購買。在2020年12月9日，遊戲於Steam發行了首個可下載內容Spaced Out!的搶先體驗版。

## 內容
玩家使用上帝視角操作一隊由打印艙產生的複製人，一開始玩家可以擁有三人，並採用無限骰子方式決定三人的各項技能值，進入遊戲後每隔三週期能產生一個複製人隊員或選擇一項隨機的物品，玩家可以從每次提供的四個選項選擇一個或是全部放棄，然而遊戲中的生成隊員不能再用無限骰子方式，若是不滿意可以選擇放棄並等待三週期。
進入遊戲後玩家隊伍出現在一個未知的行星地下基地內部的打印艙前，基地未完工且多數房間已經坍方解體散落在各處成為遺跡，必須利用隊員手上的裂解砲在地下開挖創造新的房間和利用礦物建立各種設施，有時能連通遺跡並發現一些有用設備，但基本上要靠玩家自立存活，遊戲可以選擇星球劇情並達成成就任務，玩家在其中有無限制的延長存活時間、解開科技並增加人數，樂趣在於建造過程，基本上遊戲沒有結束。
缺氧遊戲的難度隨剛開始選擇星球而有所不同，其內生的環境生態模擬系統，會在一段時間後讓遊戲難度自然而然的大幅增高，遊戲最大挑戰是建立一個自給自足的內循環系統和製作火箭離開星球，所能利用的地下和地表隕石撞擊的殘骸，探索出的各種礦物、液體、氣體、動物、植物等資源，每種物質有其物理特性與用途，各自的模擬熔點、氣化點、冰點、導熱率、比重等物理參數之間交互影響。遊戲後期各種機械設備的運行會使整個地下基地緩慢升溫到無法容忍的程度，溫度降低的難題與每種農作物的生長溫度區間將交互考驗玩家調動各種物質的能力。

## 開發及發行
《缺氧》由位於溫哥華的電子遊戲開發公司Klei Entertainment開發。此遊戲於2016年E3電子娛樂展中公布會發行Microsoft Windows版本，後來亦追加macOS和Linux版本。遊戲的搶先體驗版於2017年5月18日發行，原本計劃在2018年5月28日發行，但最後延遲到2019年7月。

### 眼冒金星
在2020年12月9日，《缺氧》开发商Klei发行了缺氧的首个DLC《眼冒金星》，此DLC开阔了游戏的世界观增加了辐射系统、自动化系统、火箭系统、以及多星球系统。

### 寒霜行星包
在2024年7月18日，《缺氧》开发商Klei发行了缺氧的DLC《寒霜行星包》，此DLC新增了以深度凍結星球為主題的生態、小動物、建築與資源。

### 仿生增幅包
在2024年12月13日，《缺氧》开发商Klei发行了缺氧的DLC《仿生增幅包》，此DLC使遊戲的電力系統應用更為豐富，包含了新的便攜式移動電源、遠程作業建築、仿生複製人、仿生增幅塊、機器駕駛艙、飛行無人機、新元素。